# Li Yunqi
Li Yunqi (en chino: 李昀琦) (n. Hunan, 28 de agosto de 1993) es un nadador chino especializado en el estilo libre y bronce olímpico de los 4 x 200 libre en los Juegos Olímpicos de Londres 2012.

## Biografía
Li Yunqi estrenó su medallero en 2010 en los Juegos Asiáticos de 2010, celebrados en Guangzhou, con una medalla de oro. Un año después, en el Campeonato Mundial de Natación de 2011 ganó la medalla de bronce en los 4 x 200 m libre. Ya en 2012, Yunqi ganó la medalla de bronce en los 4 x 200 libre en los Juegos Olímpicos de Londres 2012 con un tiempo de 7:06:30. En 2013, consiguió en los 4 x 200 m libre una medalla de bronce en el Campeonato Mundial de Natación de 2013.